# Tart-le-Bas
Tart-le-Bas [taʁ lə ba] ist ein Dorf und eine Gemeinde mit 243 Einwohnern (Stand 1. Januar 2022) im französischen Département Côte-d’Or in der Region Bourgogne-Franche-Comté. Die Gemeinde gehört zum Arrondissement Dijon und zum Kanton Genlis.

## Geographie
Nachbargemeinden von Tart-le-Bas sind Varanges im Norden, Genlis im Nordosten, Longeault-Pluvault mit Pluvault im Osten, Pluvet im Südosten, Tart-l’Abbaye im Süden, sowie Tart-le-Haut im Westen.

## Bevölkerungsentwicklung
| Jahr                       | 1962 | 1968 | 1975 | 1982 | 1990 | 1999 | 2011 | 2019 |
| Einwohner                  | 162  | 157  | 155  | 205  | 211  | 195  | 222  | 255  |
| Quellen: Cassini und INSEE |      |      |      |      |      |      |      |      |